# Ахмед паша Херсекли
Ахмед паша Херсекли (на турски: Hersekli Ahmed Paşa), с рождено християнско име Стефан Херцегович Косача (на сръбски: Стефан Херцеговић Косача), е османски военачалник, дипломат и държавник, велик везир. До средата на XIX век само още един човек освен него е заемал този пост цели пет пъти – Синан паша.

## Живот
Ахмед паша Херсекли е син на Стефан Косача, войвода на Херцеговина, роден около 1456/1459 г. като негов най-малък син. При превземането на Босна от османците според едни извори попаднал в плен и бил отведен в Константинопол, според други той или изобщо не е бил в плен или много скоро е бил освободен и доброволно е приел исляма заради разногласия с брат си, който отказал да му изплати неговата част от наследството.
За първи път е упоменат вече с мюсюлманското си име Ахмед в 1474 г.  Става фаворит на султан Мехмед II. Освен на него служи на още двама османски султани – на Баязид II и на Селим I. Участва в голям брой турски завоевателни кампании: във войната с мамелюците от 1485 – 1491, в следващата Oсмано-мамелюшка война от 1415 – 1416, във войната с Персия от 1415 – 1455 г. Присъединява към Османската империя Херцеговина като разгромява войската на по-големия си брат Владислав Херцегович.
Три пъти Ахмед паша е капудан паша (главнокомандващ флота) (1488, 1500 – 1501, 1506 – 1511); пет пъти заема поста велик везир (1497 – 1498, 1503 – 1506, 1511, 1512 – 1514, 1515 – 1516).
През 1481 г. се жени за Хунди-хатун, дъщеря на Баязид II.
Умира на 21 юли 1517 г. в Кахраманмараш.

## Личност
Ахмед паша Херсекли имал репутацията на честен човек, който винаги говорел истината, което и му създавало известни проблеми по-конкретно със султан Селим I.
Андреа Грити, венециански дож и дипломат, прекарал повече от десет години в Истанбул като консул на Венецианската република, който бил приятел с Херсекли Ахмед паша, го описвал като „доблестен, мъжествен и изобретателен“. Фишер го описва като „храбър и умеещ да се справи с разгневена тълпа“. Сюрея го характеризира така: „сдържан, образован, умен и храбър“.
Съгласно достигналите до наши дни описи на неговото имущество след смъртта му е известно, че е бил много богат като е притежавал впечатляваща колекция от изключително ценни оръжия, както и внушителна библиотека, състояща се от 145 ръкописи на трите основни езика, които е ползвал: арабски, персийски и османски.

## Семейство
От брака си с Хунди хатун, дъщерята на Баязид II, Ахмед паша има седем деца:
- син Али бей (починал 1593 г.) – поет с псевдонима Şiri Baba[8][9]
- син Мустафа бей (починал след 1582 г.) [10][11]
- син Мехмед бей (починал около 1507/1511 г.)
- дъщеря Макдум заде (починала около 1503 г.)[12]
- дъщеря Камер шах (починала след 1523 г.)
- дъщеря Айни шах
- дъщеря Хюма (починала след 1551 г.)

Освен тези деца Ахмед паша е имал още поне трима сина, очевидно от друга/други съпруги, тъй като за тях в документите не е указано, че са от Хунди хатун.
След като Хунди хатун починала около 1503 г., Херсекли Ахмед паша имал още една жена или наложница на име Перихал хатун, чийто надгробен камък се намира в същата джамия, където е погребан и самият паша в частта, където се полагат тленните останки само на членовете на семейството. Името „Перихал“ е типично за робиня или наложница.